# 바이다 블루
바이다 로셸 블루 주니어(Vida Rochelle Blue Jr., 1949년 7월 28일 ~ 2023년 5월 6일)는 미국의 전 메이저 리그 베이스볼 투수이다. 17년간의 경력 동안 그는 오클랜드 애슬레틱스(1969 ~ 77), 샌프란시스코 자이언츠(1978 ~ 81, 1985 ~ 86)와 캔자스시티 로열스(1982~83)에서 투수로 활동하였다. 1971년 사이 영 상과 MVP 상을 수상하였다. 그는 6회 올스타에 선정되었고 아메리칸 리그(1971년)와 내셔널 리그(1978년) 양대 리그 올스타 경기에 출전한 메이저 리그 역사상 단 5명의 투수들 중의 하나이며, 로저 클레멘스, 랜디 존슨, 로이 할러데이와 맥스 셔저가 후에 기록을 이어나갔다.

## 어린 시절
6명의 자식들 중의 장남인 블루는 루이지애나주 북서부의 맨스필드에서 태어나 자라왔다. 그의 부친은 철강 주조업에서 노동자로 일하였다. 고등학교 시절에 블루는 야구 팀을 위하여 투구를 하였고 또한 미식축구 팀을 위한 쿼터백이기도 하였다. 자신의 시니어 해에 미식축구에서 1600 야드를 위하여 돌격하는 동안에 그는 3400 야드를 위하여 던지고, 35개의 터치다운 패스들을 완료하였다. 또한 그때 블루는 무안타를 던졌다. 한 경기에서 투구된 7개의 이닝에서 블루는 21개의 스트라이크아웃을 가졌다. 그는 대학 미식축구를 하는 데 몇몇의 제공을 받았으나 갑자기 부친이 사망한 후 블루는 오클랜드 애슬레틱스와 계약을 맺었다.

## 야구 경력
많은 왼손잡이 투수들과는 달리 블루는 빠르게 일하고 스트라이크존을 난타한 힘있는 투수였다. 그는 타자들을 균형으로부터 떨어지게 하는 데 예비의 커브볼을 던졌으나 그의 기호적 투구는 1시간에 100 마일로 표시할 수 있던 격렬한 패스트볼이었다.
1970년 AA의 아이오와 오크스와 함께 마이너 리그에서 시즌을 보낸 후, 블루는 9월에 소집되어 일별을 마련한 2개의 출발들을 이루었다. 9월 11일 그는 캔자스시티 로열스에 3 대 0으로 완봉하여 8번째 이닝에서 팻 켈리에 단 하나의 타점을 포기하였다. 10일 후에 그는 오클랜드-앨라메다 카운티 콜리세움에서 미네소타 트윈스에 6 대 0으로 무안타를 만들었다.
1971년 24 승 8 패의 기록을 가진 블루는 동년에 사이 영 상과 MVP 상을 둘다 수상하였다. 그는 1952년 당시 필라델피아 애슬레틱스에서 활약한 또 다른 투수 보비 섄츠 이래 후반의 상을 수상하는 데 첫 애슬레틱스 선수였다. 그는 또한 완투 시합(24), 완봉(8)과 방어율(1.82)에서 아메리칸 리그를 이끌기도 하였다. 그 시즌에 애슬레틱스는 1931년 월드 시리즈에서 필라델피아 애슬레틱스 이래 총판권의 첫 공식 이후 시즌의 위치를 위하여 아메리칸 리그 웨스트 타이틀을 우승하였다. 그는 격렬한 시작으로 출발하여 보스턴에서 드라마적인 5월의 짝짓기에서 8 승 0 패였던 보스턴 레드삭스의 서니 시버트와 연결될 때 10 승 0 패로 갔다. 경기는 시버트와 4 대 0으로 레드삭스에 의하여 우승되었고, 펜웨이 파크 역사상 가장 드라마적인 경기들 중의 하나로 숙고되어 남아있다. 그는 20세기에 MVP 상을 수상하는 데 최연소 아메리칸 리그 선수였다. 그는 1971년 올스타 경기에서 아메리칸 리그를 위하여, 그리고 1978년 올스타 경기에서 내셔널 리그를 위한 출발 투수였다. 1971년 그는 워싱턴 세네이터스를 상대로 리그 오프너에서 , 같은 시즌에 올스타 경기와 볼티모어 오리올스를 상대로 플레이오프 오프너에서출발 투수가 되는 데 단 하나의 선수가 되었다.
1971년 그는 스포츠 일러스트레이티드와 타임 잡지의 표지들에 나왔다. 1972년 그는 야구에서 자신의 성공은 블루를 짐 브라운 주연의 영화 《블랙 건》에서 작은 역할로 이끌었다.
1971년 블루의 돌파 시즌 후에 그와 애슬레틱스 소유자 찰리 핀리는 그의 샐러리에 충돌하였으며 이 무렵  일본 프로야구 진출을 선언하기도 했고 1972년 5월이 되어서야 계약에 서명했다.
블루는 최후까지 버티고 그해의 거의를 놓치고, 6 승 10 패의 기록과 끝났다. 그는 애슬레틱스의 공식 이후의 시즌의 출발 교체에 이루지 않고 대신 주로 구원 투수로 활약하였다. 1972년 월드 시리즈에서 신시내티 레즈를 상대로 그는 첫 경기에서 세이브, 4번째 경기에서 타격 세이브와 6번째 경기에서 임시 선발 투스의 역할에서 패배를 포함한 4개의 출연을 하였다.
블루는 1973년 20개의 경기들, 1974년 17개의 경기들과 1975년 22개의 경기들을 우승하고, 애슬레틱스의 5개의 연속적 아메리칸 리그 웨스턴 디비전 페넌트들(1971~75)의 완정한 일원으로서, 그리고 3개의 연속적 월드 시리즈(1972~74)를 우승하는 데 형성하러 돌아왔다. 아마 그의 가장 좋은 공식 이후 시즌의 상연들은 1972년 아메리칸 리그 챔피언십 시리즈의 5번째 경기에서 디트로이트 타이거스를 상대로 완봉 구원의 4번째 이닝들과 1974년 오리올스를 상대로 아메리칸 리그 챔피언 시리즈의 3번째 경기에서 완투 시합 1 대 0의 완봉이었다.
1975년 블루, 글렌 애벗, 폴 린드블래드와 롤리 핑거스는 캘리포니아 에인절스를 상대로 5 대 0의 무안타로 합쳤다. 2014년으로 봐서 무안타는 정규 시즌의 마지막 날에 투구된 4개 만의 하나이며, 다른 이들은 1984년 마이크 위트의 완벽한 경기, 2013년 헨더슨 알바레스의 무안타와 2014년 9월 28일 조던 지머만의 무안타를 예를 들 수 있다. 블루는 합쳐진 무안타에서 또한 투구하는 데 첫 무안타 투수가 되었으며, 그는 시카고 화이트삭스의 블루 문 오돔과 프란시스코 바리오스, 에인절스의 마크 랭스턴과 마이크 위트, 애틀랜타 브레이브스의 켄트 머커와 마크 월러스와 알레한드로 페냐, 그리고 필라델피아 필리스의 케빈 밀우드와 콜 해멀스에 의하여 가입되었다.
1976년 야구 커미셔너 보위 쿤은 애슬레틱스의 소유자 찰리 핀리가 블루를 뉴욕 양키스로 파는 데 시도를 거부하였고, 1978년 쿤은 블루를 레즈로 이적시키는 것을 취소하였다. 양제의들에서 쿤은 이적들이 야구가 복귀에서 여러 중요한 재능을 포기하는 데 만들지 않고 이미 강한 팀들에 이득을 줄 이유로 야구를 위하여 나쁠 것이라고 말하였다. 1976년 시즌 말기에 오클랜드의 챔피언십 팀들로부타 애슬레틱스의 스타 선수들의 전체 로스터의 거의가 야구의 새로운 자유 중계인과 함께 떠나거나 핀리에 의하여 이적되어 주로 신인 선수들과 다른 젊은 선수들로 이루어진 새로운 팀으로 선도하는 데 오클랜드와 아직도 계약 아래에 있는 블루를 떠났다. 1978년 블루는 샌프란시스코 자이언츠로 이적되었다.
그해에 블루는 자이언츠를 89개의 우승과 로스앤젤레스 다저스에 의하여 우승한 내셔널 리그 웨스트 디비전에서 3위로 이끌면서 18개의 경기들을 우승하였다. 그의 거대한 해는 그가 "올해의 스포팅 뉴스 내셔널 리그 투수" 상을 받으면서 여겨졌다. 칠리 데이비스와 더불어 그는 둘다 자신들의 성 대신 주어진 이름이 쓰여진 유니폼을 입는 데 스즈키 이치로 이전의 마지막 선수들이었다.
블루는 자신의 경력의 과정에 마약 중독과 투쟁하였다. 1983년 시즌 이후에 그와 그의 전 동료 선수들 윌리 윌슨, 제리 마틴과 윌리 에이컨스는 코카인 매입에 시도한 이유로 유죄 판결을 받았다. 1985년 그는 피츠버그의 마약 재판들에서 증명하였다.